# Cladosporium platycodonis
Cladosporium platycodonis är en svampart som beskrevs av Z.Y. Zhang & H. Zhang 2000. Cladosporium platycodonis ingår i släktet Cladosporium och familjen Davidiellaceae.   Inga underarter finns listade i Catalogue of Life.